# Fundación Sheyene Gerardi
La Fundación Sheyene Gerardi es una organización estadounidense sin fines de lucro fundada por Sheyene Gerardi en 2007. Con sede en 276 Fifth Avenue, Nueva York, la SGF se dedica a aprovechar el potencial de las tecnologías emergentes como la inteligencia artificial y la exploración espacial para abordar los desafíos globales. A través de iniciativas de investigación, educación y divulgación, SGF fomenta soluciones éticas y equitativas en áreas como el desarrollo económico, la sostenibilidad ambiental y la justicia social.

## Agenda

"El desafío critico de la inteligencia artificial no reside ne su creación, sino en su distribución," Sheyene Gerardi durante un evento en la ONU

La organización no es partidista, pero trabaja en cooperación con otras organizaciones desde el nivel más alto de gobierno hasta las comunidades locales. En 2022, la fundación amplió sus actividades para incluir apoyo en leyes, desarrollo económico, derechos civiles y medio ambiente, entre otras áreas. En una presentación oral el 12 de diciembre de 2023, Sheyene Gerardi dijo:
 
- Mis motivaciones para estar aquí hoy están impulsadas por dos fuerzas convincentes: el inmenso potencial de la IA y la necesidad urgente de una distribución ética y justa. De la misma manera, la exploración espacial ofrece un gran potencial de crecimiento económico; Podemos crear industrias en el espacio, aprovechar recursos y desarrollar tecnologías que beneficien a la humanidad. Creo que estos campos que se cruzan contienen la clave para resolver la mayoría de los desafíos globales que enfrentamos, desde la desigualdad económica hasta la escasez de recursos.[4]

Desde de enero de 2024, la fundación está organizada en cuatro áreas programáticas bajo la presidencia de Sheyene Gerardi, quien establece prioridades estratégicas, monitorea los resultados y facilita las relaciones con socios clave.
- División de Investigación y Desarrollo[5]
- División de Impacto Social y Gobernanza
- División de Educación y Divulgación
- División Manager de Operaciones de Misión

Además de su cargo gerencial en la firma, la propia Gerardi dirige los esfuerzos de cabildeo y relaciones públicas para la organización, según registros públicos.

## Actividades

### Educación
La escuela Sheyene fundada originalmente en Venezuela, es una sucursal sin fines de lucro del Sheyene Instituto, para mejorar la alfabetización tecnológica en los campos relacionados con STEM y la robótica, para niños de bajos ingresos en regiones subdesarrolladas, desde el 2007.
La institución enseña programación de software y otros cursos de tecnología en comunidades de bajos recursos o áreas de conflicto, como escuelas rurales, campamentos de refugiados, sistemas escolares no formales, sistemas penitenciarios. También brinda asistencia para facilitar el proceso de reingreso en la sociedad, a personas que han sido injustamente condenados. El programa trabaja con estudiantes de bajos recursos de manera gratuita y les ayuda a obtener empleo.

### Programa de alimentación
Lanzado en 2021, el programa de alimentos del SGF brinda asistencia alimentaria de emergencia a comunidades vulnerables que enfrentan crisis pandémicas, ambientales o humanitarias.

### Programa CEO
El programa de difusión de enriquecimiento mancomunal CEO (por su siglas en inglés Commonwealth Enrichment and Outreach), establecido en 2022, fomenta la seguridad financiera a través de iniciativas de apoyo empresarial.

### Telemedicina
La fundación Sheyene Gerardi proporciona acceso a médico a personas de bajos recursos con enfermedades raras, a través de tecnologías de telemedicina. 
El programa ofrece la opción para participar en estudios clínicos, conectando doctores y pacientes.

## Alianzas Institucionales
SGF colabora activamente con gobiernos, grupos de expertos, instituciones educativas, corporaciones y empresas de tecnología en más de una docena de países. Posee acreditación de la ONU y participa en destacadas organizaciones internacionales como IPSA, APSA, IEEE, ICJ, UNESCO, OIT, grupo OMPI.
En 2018, Sheyene Gerardi creó alianzas con la NASA y el Instituto Espacial de la Florida (FSI) para enseñar ingeniería Planetaria y crear competiciones de Robótica para niños de bajos ingresos a través de la Escuela Sheyene.
Goza de un amplio nivel de cooperación en materia de accesibilidad a las TIC con agencias especializadas clave de los Estados Unidos, como la NASA, la NSSA, el DOE, el DOD; Institutos de investigación y capacitación como el Laboratorio Nacional Oak Ridge, el Instituto de Computación Cuántica y los Centros Nacionales de Investigación de Ciencias de la Información Cuántica y SSERVI.
Instituciones aliadas:
- Instituto Espacial de la Florida
- NASA
- Universidad Central de la Florida
- Swamp Works

## Finanzas
Todas las operaciones cuentan con el apoyo financiero del Family Office de Sheyene. Según su informe anual de 2023, la fundación explica que trabaja en conjunto con otras entidades. Uno de ellos, el Instituto Sheyene (“centro de investigación”), lleva a cabo investigaciones científicas internas, apoyando a la fundación en la creación de sus activos. El otro, el Sheyene Gerardi Family Office (“fideicomiso”), sirve como vehículo de inversión privada para la Fundación.